# Temporada 1977-78 de los Boston Celtics
La temporada 1977-78 fue la trigésimo segunda de los Boston Celtics en la NBA. La temporada regular acabó con 32 victorias y 50 derrotas, no logrando clasificarse para los playoffs, apenas dos años después de lograr su último anillo.

## Elecciones en el Draft
| Ronda | Puesto | Jugador        | Posición | Nacionalidad   | Universidad |
| ----- | ------ | -------------- | -------- | -------------- | ----------- |
| 1     | 12     | Cedric Maxwell | Alero    | Estados Unidos | Charlotte   |

## Temporada regular
| División Central     | División Central | División Central | División Central | División Central | División Central | División Central | División Central | División Central |
| Equipo               | G                | P                | %                | PD               | Casa             | Fuera            | Div              |                  |
| -------------------- | ---------------- | ---------------- | ---------------- | ---------------- | ---------------- | ---------------- | ---------------- | ---------------- |
| y-Philadelphia 76ers | 55               | 27               | .671             | –                | 37–4             | 18–23            | 14–2             |                  |
| x-New York Knicks    | 43               | 39               | .524             | 12               | 29–12            | 14–27            | 7–9              |                  |
| Boston Celtics       | 32               | 50               | .390             | 23               | 24–17            | 8–33             | 8–8              |                  |
| Buffalo Braves       | 27               | 55               | .329             | 28               | 20–21            | 7–34             | 7–9              |                  |
| New Jersey Nets      | 24               | 58               | .293             | 31               | 18–23            | 6–35             | 4–12             |                  |

## Estadísticas
| Rk | Jugador           | Edad | P  | PT | MP   | TC  | TCI  | %TC  | TL  | TLI | %TL  | RO  | RD   | RT   | AS  | RB  | TAP | BP  | FP  | PTS  |
| -- | ----------------- | ---- | -- | -- | ---- | --- | ---- | ---- | --- | --- | ---- | --- | ---- | ---- | --- | --- | --- | --- | --- | ---- |
| 1  | Dave Cowens       | 29   | 77 |    | 41.8 | 7.8 | 15.8 | .490 | 3.1 | 3.7 | .842 | 3.2 | 10.8 | 14.0 | 4.6 | 1.3 | 0.9 | 2.8 | 3.9 | 18.6 |
| 2  | Jo Jo White       | 31   | 46 |    | 35.7 | 6.3 | 15.0 | .419 | 2.2 | 2.6 | .858 | 1.2 | 2.8  | 3.9  | 4.5 | 1.1 | 0.2 | 2.5 | 2.4 | 14.8 |
| 3  | Charlie Scott     | 29   | 31 |    | 34.8 | 6.8 | 15.6 | .433 | 2.7 | 3.8 | .712 | 0.8 | 2.5  | 3.3  | 4.6 | 1.6 | 0.2 | 3.4 | 3.1 | 16.3 |
| 4  | John Havlicek     | 37   | 82 |    | 34.1 | 6.7 | 14.8 | .449 | 2.8 | 3.3 | .855 | 1.1 | 2.9  | 4.0  | 4.0 | 1.1 | 0.3 | 2.5 | 2.3 | 16.1 |
| 5  | Sidney Wicks      | 28   | 81 |    | 29.8 | 5.3 | 11.4 | .467 | 2.7 | 4.1 | .660 | 2.8 | 5.6  | 8.3  | 2.1 | 0.8 | 0.6 | 2.8 | 3.9 | 13.4 |
| 6  | Dave Bing         | 34   | 80 |    | 28.2 | 5.3 | 11.8 | .449 | 3.1 | 3.7 | .824 | 1.0 | 1.7  | 2.7  | 3.8 | 1.0 | 0.2 | 2.7 | 3.1 | 13.6 |
| 7  | Kermit Washington | 26   | 32 |    | 27.1 | 4.3 | 8.2  | .521 | 3.2 | 4.3 | .750 | 3.3 | 7.2  | 10.5 | 1.3 | 0.9 | 1.3 | 1.7 | 3.6 | 11.8 |
| 8  | Kevin Stacom      | 26   | 55 |    | 18.3 | 3.7 | 8.8  | .426 | 1.0 | 1.3 | .761 | 0.5 | 1.5  | 1.9  | 2.0 | 0.5 | 0.1 | 1.3 | 1.1 | 8.5  |
| 9  | Curtis Rowe       | 28   | 51 |    | 17.9 | 2.4 | 5.4  | .451 | 1.3 | 1.7 | .742 | 1.5 | 2.5  | 4.0  | 0.9 | 0.3 | 0.2 | 1.5 | 1.8 | 6.1  |
| 10 | Tom Boswell       | 24   | 65 |    | 17.7 | 2.8 | 5.5  | .518 | 1.4 | 1.9 | .756 | 1.8 | 2.6  | 4.4  | 1.1 | 0.4 | 0.2 | 1.5 | 3.1 | 7.1  |
| 11 | Cedric Maxwell    | 22   | 72 |    | 16.8 | 2.4 | 4.4  | .538 | 2.6 | 3.5 | .752 | 1.9 | 3.3  | 5.3  | 0.9 | 0.7 | 0.7 | 1.7 | 2.1 | 7.3  |
| 12 | Don Chaney        | 31   | 42 |    | 16.7 | 2.2 | 5.5  | .391 | 0.8 | 0.9 | .846 | 0.9 | 1.6  | 2.5  | 1.2 | 0.9 | 0.2 | 1.2 | 2.2 | 5.1  |
| 13 | Zaid Abdul-Aziz   | 31   | 2  |    | 12.0 | 1.5 | 6.5  | .231 | 1.0 | 1.5 | .667 | 3.0 | 4.5  | 7.5  | 1.5 | 0.5 | 0.5 | 1.5 | 2.0 | 4.0  |
| 14 | Ernie DiGregorio  | 27   | 27 |    | 10.1 | 1.7 | 4.0  | .431 | 0.4 | 0.5 | .923 | 0.1 | 0.9  | 1.0  | 2.4 | 0.4 | 0.0 | 1.7 | 0.8 | 3.9  |
| 15 | Fred Saunders     | 26   | 26 |    | 9.3  | 1.2 | 3.5  | .330 | 0.5 | 0.7 | .824 | 0.4 | 1.0  | 1.4  | 0.4 | 0.3 | 0.2 | 0.8 | 1.3 | 2.8  |
| 16 | Jim Ard           | 29   | 1  |    | 9.0  | 0.0 | 1.0  | .000 | 1.0 | 2.0 | .500 | 1.0 | 3.0  | 4.0  | 1.0 | 0.0 | 0.0 | 0.0 | 1.0 | 1.0  |
| 17 | Steve Kuberski    | 30   | 3  |    | 4.7  | 0.3 | 1.3  | .250 | 0.0 | 0.0 |      | 0.3 | 1.7  | 2.0  | 0.0 | 0.3 | 0.0 | 0.7 | 0.7 | 0.7  |
| 18 | Bob Bigelow       | 24   | 4  |    | 4.3  | 0.8 | 3.0  | .250 | 0.0 | 0.0 |      | 0.3 | 0.8  | 1.0  | 0.0 | 0.0 | 0.0 | 0.0 | 0.3 | 1.5  |

## Galardones y récords
| Jugador       | Galardón |
| John Havlicek | All-Star |
| Dave Cowens   | All-Star |